# Улуру
Улуру́ (англ. Uluru, Ayers Rock) — массивное оранжево-коричневое скальное образование овальной формы, сформированное геологическими процессами около 680 миллионов лет назад. Расположено в Центральной Австралии — самом южном административном районе Северной территории, в точке, близкой к географическому центру континента. Находится в 340 км к юго-западу от города Алис-Спрингс. Скала — часть «Национального парка Улуру — Ката-Тьюта», занимающего 1300 квадратных километров и включённого в список Всемирного наследия ЮНЕСКО.
Длина Улуру 3,6 км, ширина — около 3 км, высота — 348 метров; покрыт параллельными бороздами глубиной до 2 м. Каменное образование уходит вглубь земли более, чем на 6 км. Основание изрезано пещерами с наскальными рисунками и резьбой по камню.
По мифам аборигенов, когда-то здесь обитал хозяин горы — водяной питон, на крутом склоне жил чёрный варан. Аборигены считают себя хранителями священной скалы, совершают поклонения и проводят обряды.
18 км севернее Улуру построен курортный городок Юлара (Yulara) с зоной отдыха и обслуживанием туристов, на границе которого есть аэропорт Эрс-Рок.

## Геология
Улуру состоит в основном из аркозов — обломков осадочных пород, в которых много полевого шпата и крупнозернистого песчаника. Достаточно закалённый песчаный осадок, который сформировал скалу, эродирован из высоких гор, состоящих в основном из гранита.
Формирование
Около 900 миллионов лет назад в земной коре из-за движения ледников образовывались углубления, в которых скапливалась вода, образуя неглубокие моря. На их дне, слой за слоем, скапливался различный осадок в течение нескольких сотен миллионов лет. Моря теряли связь с океанами, вода испарялась или превращалась в лёд в период оледенения. В процессе формирования земной коры, около 550 млн лет назад, на месте современной пустыни находились горы, которые разрушались под воздействием природных сил: бактерий, ветра и дождей. Огромное количество осадочных пород вымывалось водой, попутно формируя аллювиальные отложения. Два из подобных отложений сегодня носят название Улуру и Ката-Тьюта, расположенных на Северных территориях в бассейне Амадея (англ. Amadeus Basin) — большом кратоническом осадочном бассейне центральной Австралии.
Около 500 миллионов лет назад мелкое море, покрывавшее область Северных территорий, находилось на месте аллювиальных отложений, состоящих из аркозов и мелких конгломератов которые были толщиной не менее 2,5 км. Постепенно они покрывались песком, грязью и остатками морских существ. Вышележащие отложения постепенно сжимали и цементировали аркозы, состоящие из песка и грубого гравия, в конгломерат. Море отступило в период от 400 до 300 миллионов лет назад, слежавшаяся порода вновь подверглась деформации. Вследствие вулканической деятельности видимая область пород поднялась над уровнем моря. Видимая часть Улуру повернута почти на 90 градусов к горизонтальным слоям пород, которые находятся в глубине земли. Конгломераты Ката-Тьюта наклонены лишь на 15-20 градусов по отношению к горизонтали. Широкая долина развернулась между двумя скалами около 65 миллионов лет назад, часть её заполнили речные пески, болота и месторождения ископаемых, в том числе тонкие пласты угля, поэтому в современное время в долине некоторое время велась его добыча.
Климат во времена формирования ландшафта был влажным. Только за последние 500 000 лет он становится более сухим, песок под воздействием ветра укрывает отложения тонким слоем. Эрозия более медленными темпами продолжается и в настоящее время. Издалека монолит Улуру выглядит гладким, однако вблизи на поверхности отчётливо заметны неровности, трещины и борозды. Песчаная поверхность скал быстро выветривается и размывается. Улуру и Ката-Тьюта являются видимыми окончаниями огромных каменных плит, которые, подобно айсбергам, имеют на поверхности малую видимую часть, а основание может находиться глубоко под землей. Учёные считают, что, возможно, они уходят на глубину до 6 километров.

## Климат
В регионе большую часть года стоит сухая и жаркая погода с характерными для пустыни перепадами дневных и ночных температур. С мая по июнь (зимний период) днём довольно прохладно, ночью температура может опуститься ниже нулевой отметки. В 1997 году на Улуру даже выпадал снег. Самый жаркий месяц — декабрь, дневной максимум составляет 40-43˚ С. Часто случаются засухи, количество осадков колеблется, не превышая показателя 300 мм в год.
Хотя скала расположена в центре пустыни, на регион ежегодно обрушиваются ураганы, принося проливные дожди несколько раз в год. Когда начинается сезон дождей, большое количество воды сбегает с вершины скалы, создавая иллюзию небольших, но многочисленных водопадов. После того как скала намокнет, её цвет изменяется от серого до различных оттенков: красного, темно-красного и коричневого.

## Флора и фауна
На всей территории национального парка растёт более 400 видов растений. Наряду с обычными растениями: пустынными дубами, эвкалиптами и различными кустарниками есть редкие австралийские виды растений. Из животных водятся ящерицы длиной до 2,5 метров; красные кенгуру; 5 видов ядовитых змей; более 170 видов птиц. В красных песках пустыни можно встретить кенгуру, эму, динго и валлаби.
В 2017 году в честь монолита Улуру был назван австралийский эндемичный вид и род мух Ulurumyia macalpinei (Ulurumyiidae).

## История
Скальные образования носили название Улуру и Ката-Тьюта (на языке анангу — catta-jew-tah) задолго до прибытия в Австралию европейцев. Названия являются именами существительными одного из диалектов аборигенов, ранее не имевших перевода на английский язык. Время внесло свои коррективы, теперь многие слова и понятия адаптированы для английского языка. Название, данное европейскими исследователями — Айерс-Рок, широко использовалось до 1993 года, затем скала была официально переименована в Айерс Рок / Улуру (особенность Северных Территорий — двойные имена географических объектов). В 2002 году название было изменено по просьбе региональной ассоциации туризма и официальным названием стал Улуру / Айерс-Рок, которое и используется до сих пор. В национальном парке предпочитают использовать оригинальное название — Улуру.
Европейские исследователи
Первым европейцем, увидевшим Улуру в 1872 году, был путешественник Эрнест Джайлз. Он заметил скалу с берегов озера Амадиус, однако достичь её не смог. Улуру через год описал австралийский исследователь Уильям Госс в 1873 году. Он назвал своё открытие Эрс-Рок (Айерс-Рок) в честь губернатора Южной Австралии Генри Эрса (впоследствии премьер-министра). Следующей крупной экспедицией в этом районе стала группа учёных, проводивших исследования в 1894 году. Они изучали геологию, минеральные ресурсы, флору, фауну и культуру аборигенов Центральной Австралии. Учёные собрали много ценной информации о районе и подтвердили, что регион не подходит для ведения сельского хозяйства.
В 1920 году Улуру и Ката-Тьюта получили статус Юго-Западного заповедника, как часть более крупной системы заповедников, выделенных в качестве территорий для проживания аборигенов.
Коренные жители
В окрестностях Улуру и Ката-Тьюта, по меньшей мере, не менее 30 000 лет назад проживало несколько коренных племён. Со временем численность аборигенов сильно сократилась. Около 4000 тысяч жителей пустыни объединились в условное племя, получившее имя «Анангу (Anangu)», на языке аборигенов — arn-ahng-oo. Своей задачей они всегда считали защиту и надлежащее управление этими исконными и священными для них землями. Это место — центр силы, поклонения и культуры многих коренных народов. Они верят, что центральный австралийский ландшафт, важной частью которого являются Улуру и Ката Тьюта, был создан в начале времён их предками. Скалы являются вещественными доказательствами подвигов, совершённых в период сотворения мира, о которых рассказывается в историях анангу. Предания гласят, что вначале мир был безликим и бесформенным. Затем появились те, кто путешествовал по земле, создавая все живые виды и формы. Улуру и Ката-Тьюта являются физическим доказательством подвигов, совершённых предками во времена создания мира.
Одна из таких историй повествует о том, что жадная и бесчестная ящерица Лунгката с голубым языком пришла на Улуру с севера и украла у Эму мясо. Когда Эму последовал за ней в пещеру и попросил вернуть ему добычу, Лунгката проигнорировала его просьбу. Он ушёл и притворился спящим. Когда ящерица, насытившись, заснула, Эму разжёг огонь прямо в пещере, дым преградил Лунгкате выход, и она не смогла выбраться. На вершине Улуру есть большое синее пятно — аборигены верят, что это след сгоревшей Лунгкаты. Большинство древних устных историй аборигены не рассказывают, так как они «слишком священные».

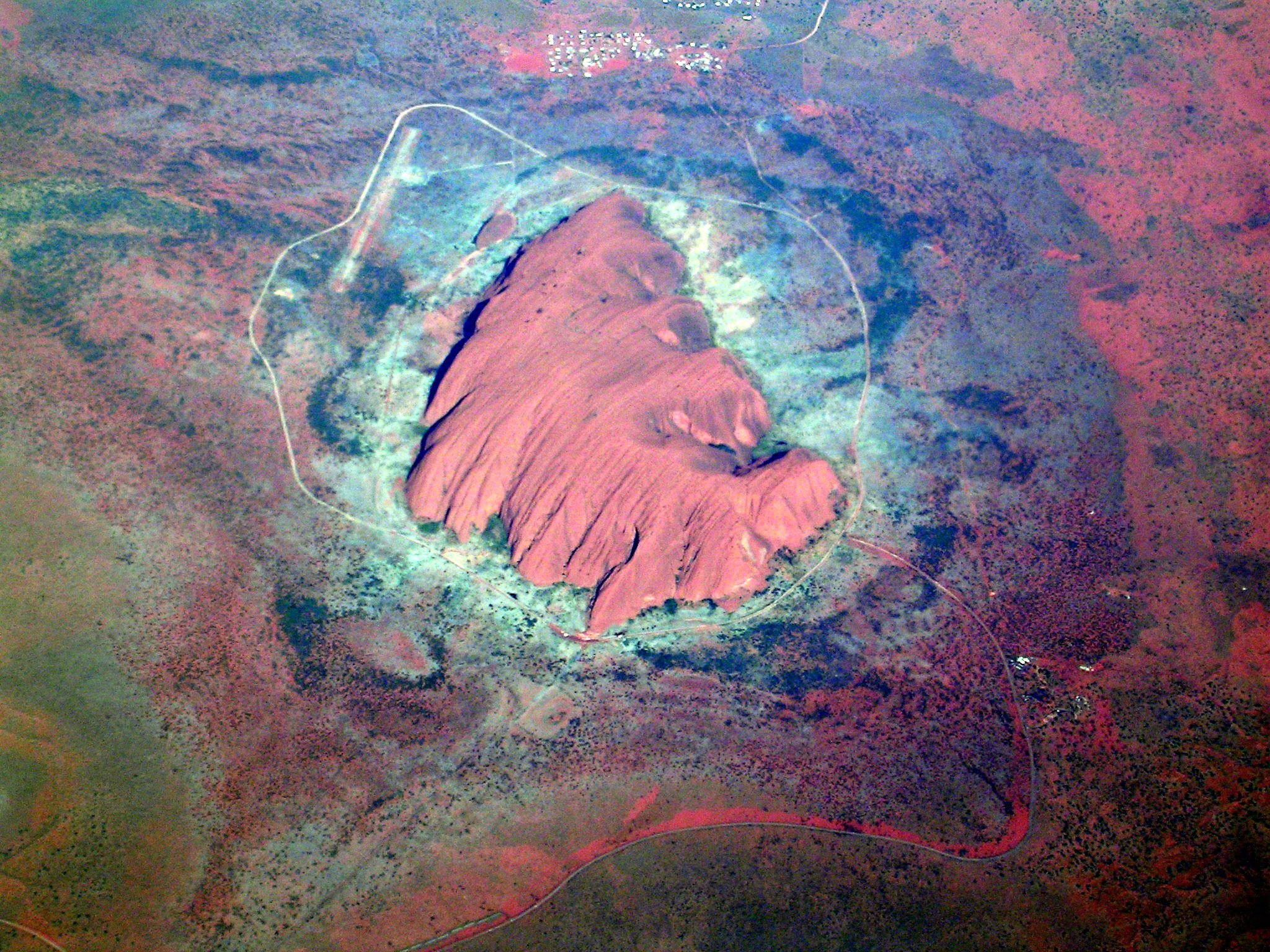
Сверху по внешнему виду скала напоминает лежащего на боку гигантского слона

В 1948 году к знаковым достопримечательностям Австралии была проложена грунтовая дорога, шахтеры, рабочие и туристы начали посещать Улуру, Ката-Тюту и их окрестности. Парк был создан в 1950 году. Увидев огромный туристический потенциал региона, один из жителей городка Алис-Спрингс в 1955 году организовал экскурсию для группы школьников, а затем начал предлагать регулярные туры всем желающим. У подножия скалы возникли первые палатки для отдыха с питьевой водой.
Ката Тьюта была добавлена к национальному парку Айерс-Рок-Маунт-Ольга в 1958 году, появились первые отели, был построен аэродром и новая взлетно-посадочная полоса для туристических групп. В этот период анангу (англ. Tribespeople) жили на отведённых для них территориях, им не разрешалось посещать парк, но многие из них продолжали ходить по родным землям, охотились, собирали растения, общались и проводили церемонии. В 1964 году субсидии были отменены, для коренного населения правительство «в целях безопасности» создало поселение в Калтукатджаре (возле реки Докер), прекратив доступ на территорию парка.
Возврат прав на землю
В 1966 году коренное население покинуло поселение и вернулось в регион. В течение следующего десятилетия традиционные владельцы Улуру и Ката Тьюта обращались к правительству с требованием восстановить их законные права на территории и выражали озабоченность по поводу добычи полезных ископаемых, скотоводства, туризма и осквернения священных мест. Исторический закон «О правах аборигенов на землю (Северная территория)» вступил в силу в 1976 году. В нем признаются права коренных народов на землю и устанавливаются процедуры, позволяющие проживать на своей земле и управлять своими ресурсами. Центральный земельный совет подал иск о правах на землю от имени традиционных владельцев в 1979 году и выиграл тяжбу, но земли национального парка были исключены из иска, так как они не вошли в перечень территорий, на которые претендовали анангу.
Прошло еще шесть лет, прежде чем коренному населению удалось вернуть себе право собственности на национальный парк. 26 октября 1985 года генерал-губернатор Австралии подписал документы, в соответствии с которыми аборигенам возвращалось право собственности на земли. Состоялась церемония передачи прав собственности в общине Мутитджулу. Анангу сдали землю парка в аренду австралийской Службе национальных парков и дикой природы (ныне Parks Australia) на 99 лет. В декабре 1985 года был создан Совет по управлению парками, в котором большинство членов составляли представители коренных народов. Теперь Национальный парк управляется совместно представителями анангу и дирекцией национальных парков (Parks Australia), входящей в состав Департамента по охране окружающей среды Австралии.
Современность
- Национальный парк Улуру — Ката-Тьюта был включен в Список всемирного наследия ЮНЕСКО в 1987 году. В 1994 году он добавлен в список территорий, имеющих исключительную ценность как живой культурный ландшафт.
- Культурный центр коренных народов в парке открыт в 1995 году в ознаменование десятой годовщины передачи Улуру-Ката Тьюта его традиционным владельцам.
- В 2000 году олимпийский факел, предвещающий начало Олимпийских игр в Сиднее, начал свое путешествие по австралийской земле с того, что вначале он был пронесён вокруг базы Улуру.
- Корпорация «Земля и море коренных народов» (Land Fund and Indigenous Land Corporation, ILSC), государственный орган Австралийского Содружества, приобрела Ayers Rock Resort в 2011 году и учредила Национальную академию обучения коренных народов, повышая уровень образования и занятость коренных народов в австралийской индустрии туризма. Количество сотрудников, представляющих коренные народы и работающих в сфере туризма в регионе, увеличилось с 1 % (во время приобретения земель) почти до 32 % в 2015 году[22][23].

## Галерея

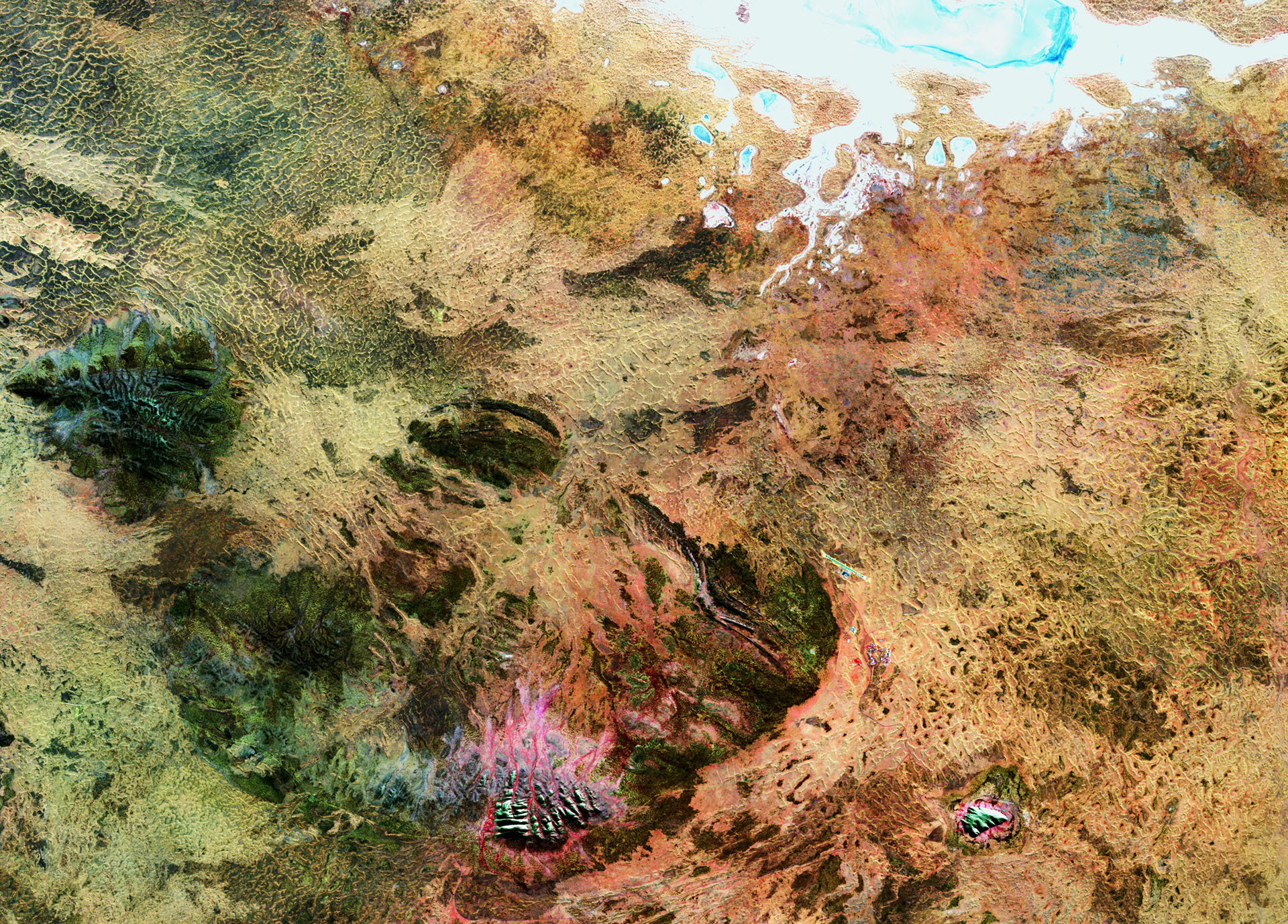
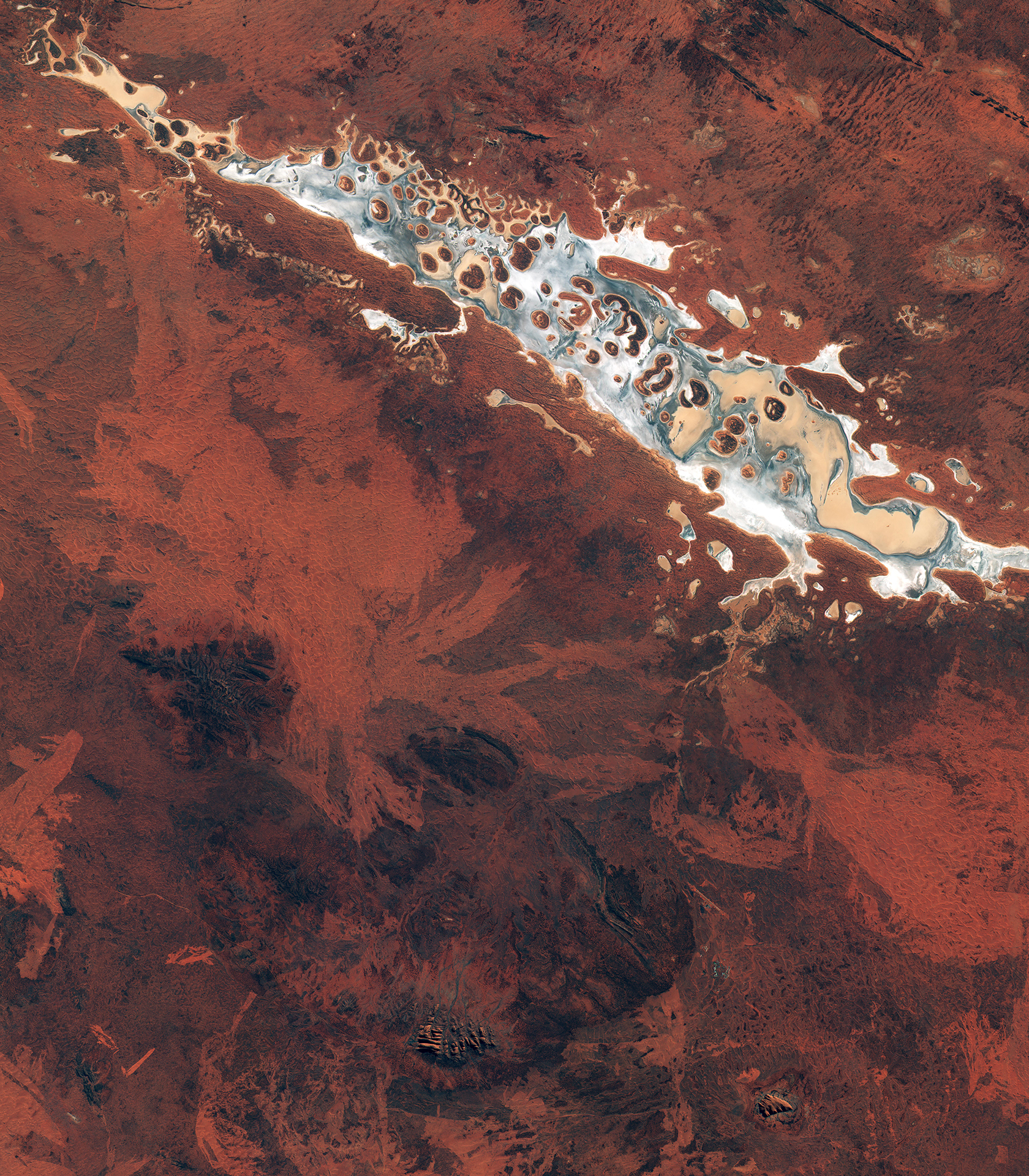
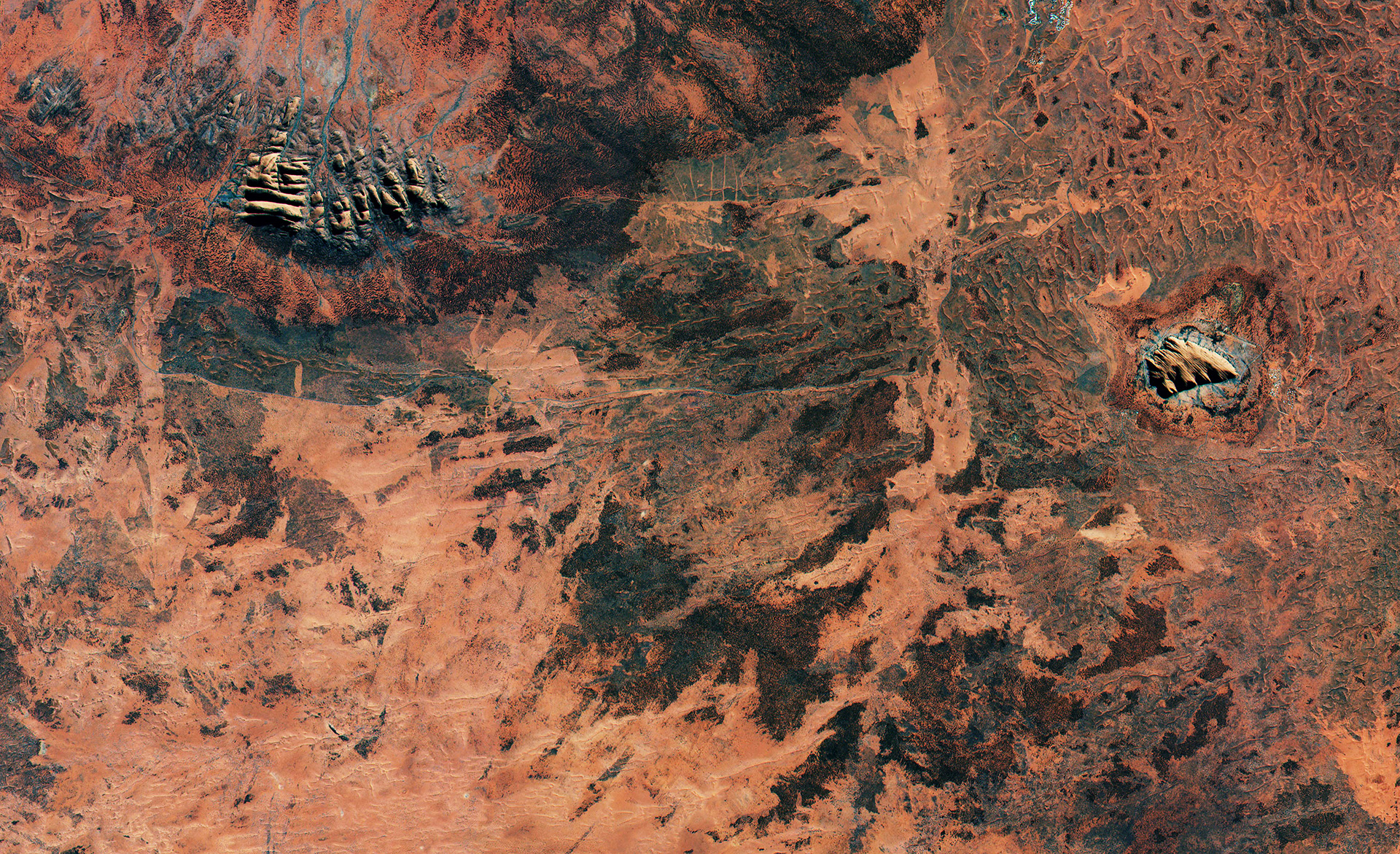
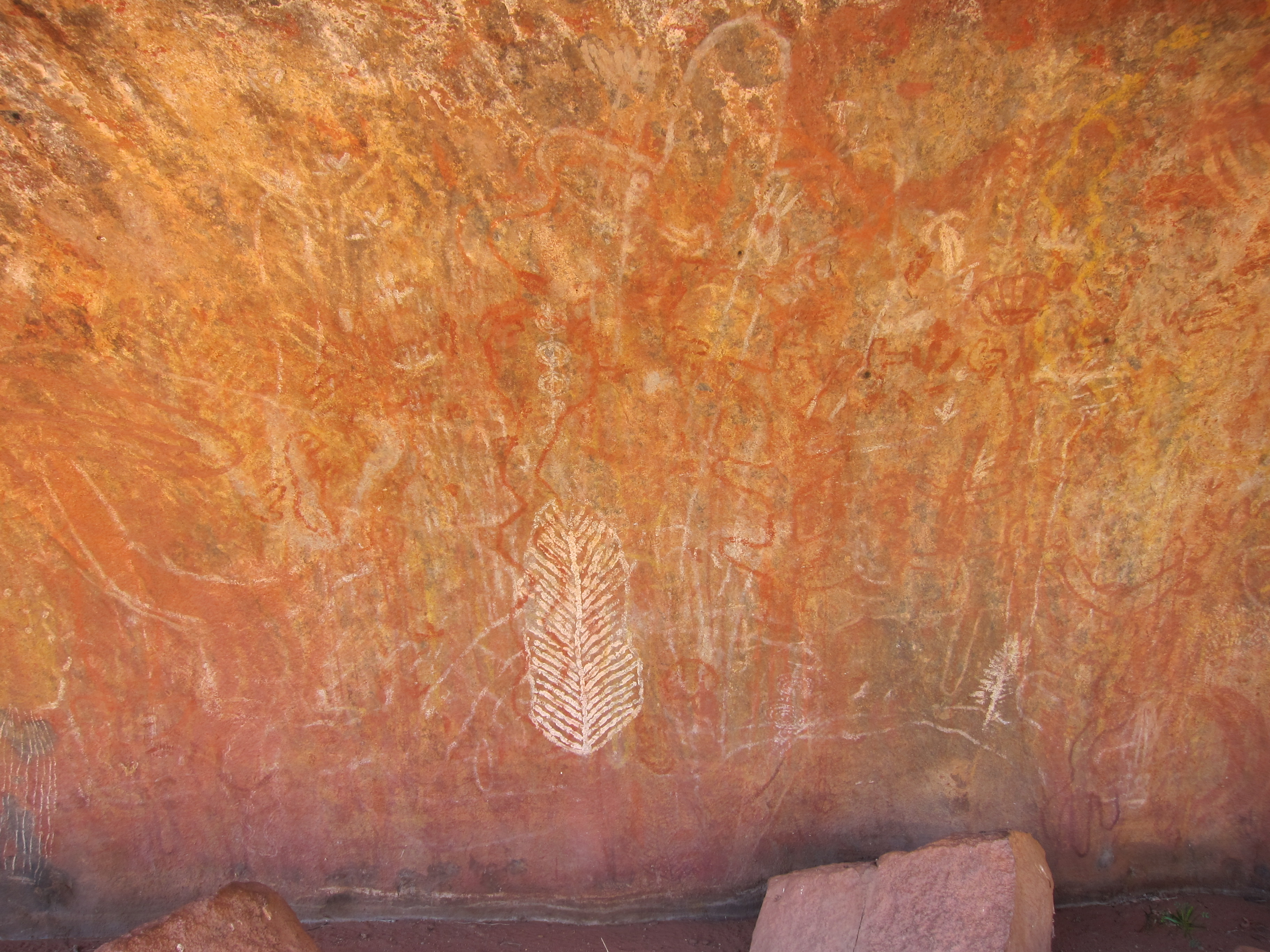
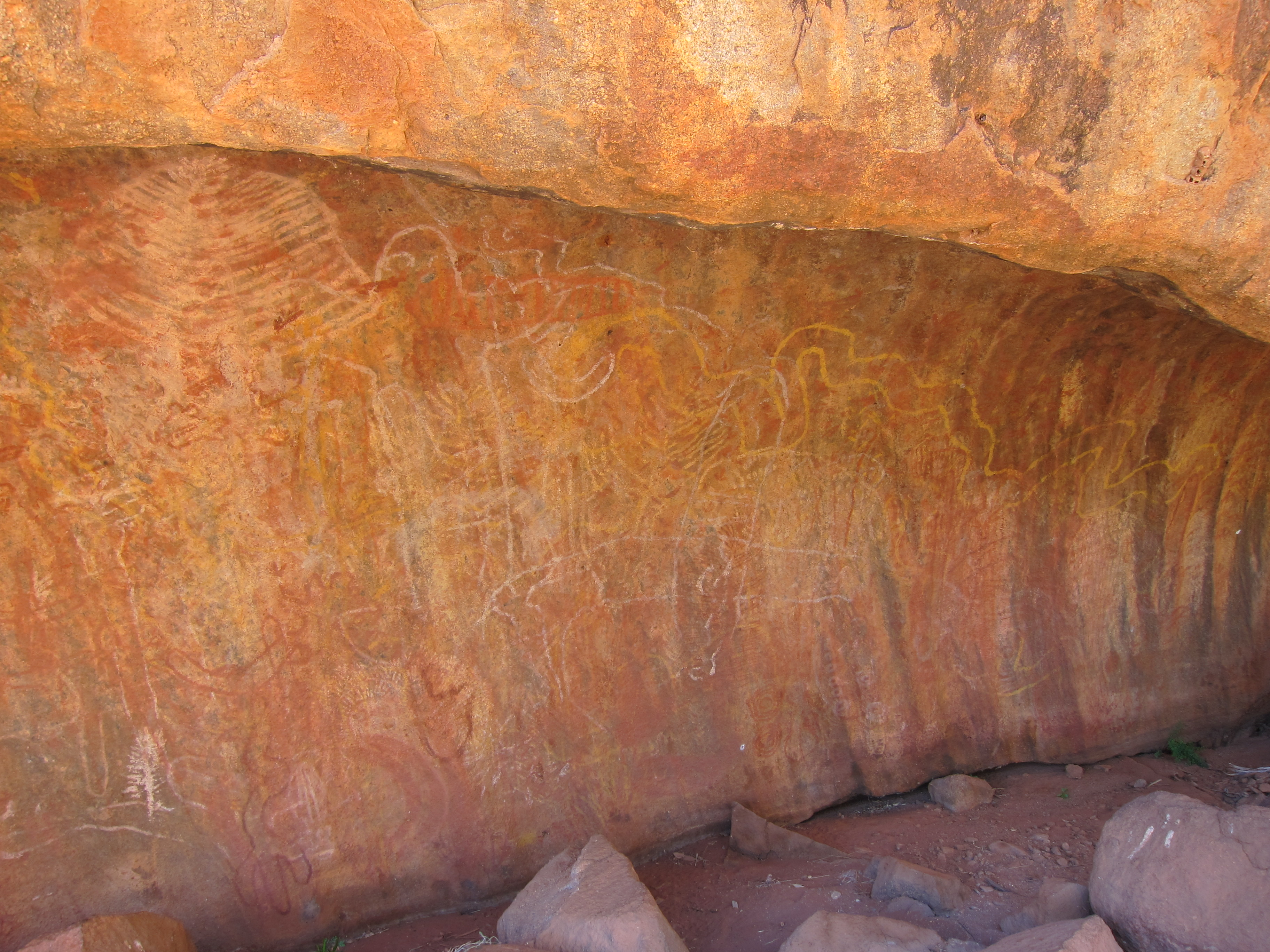
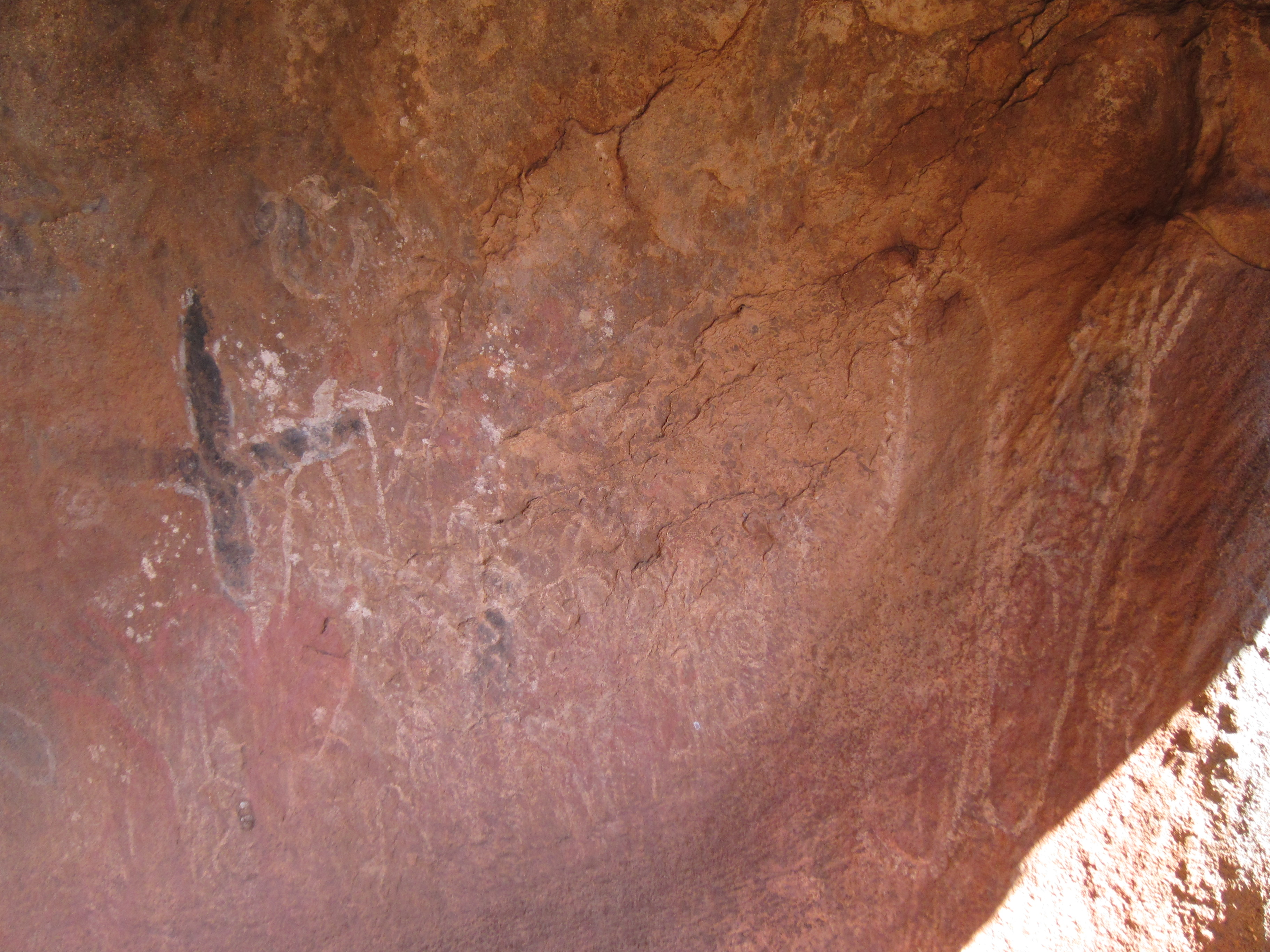
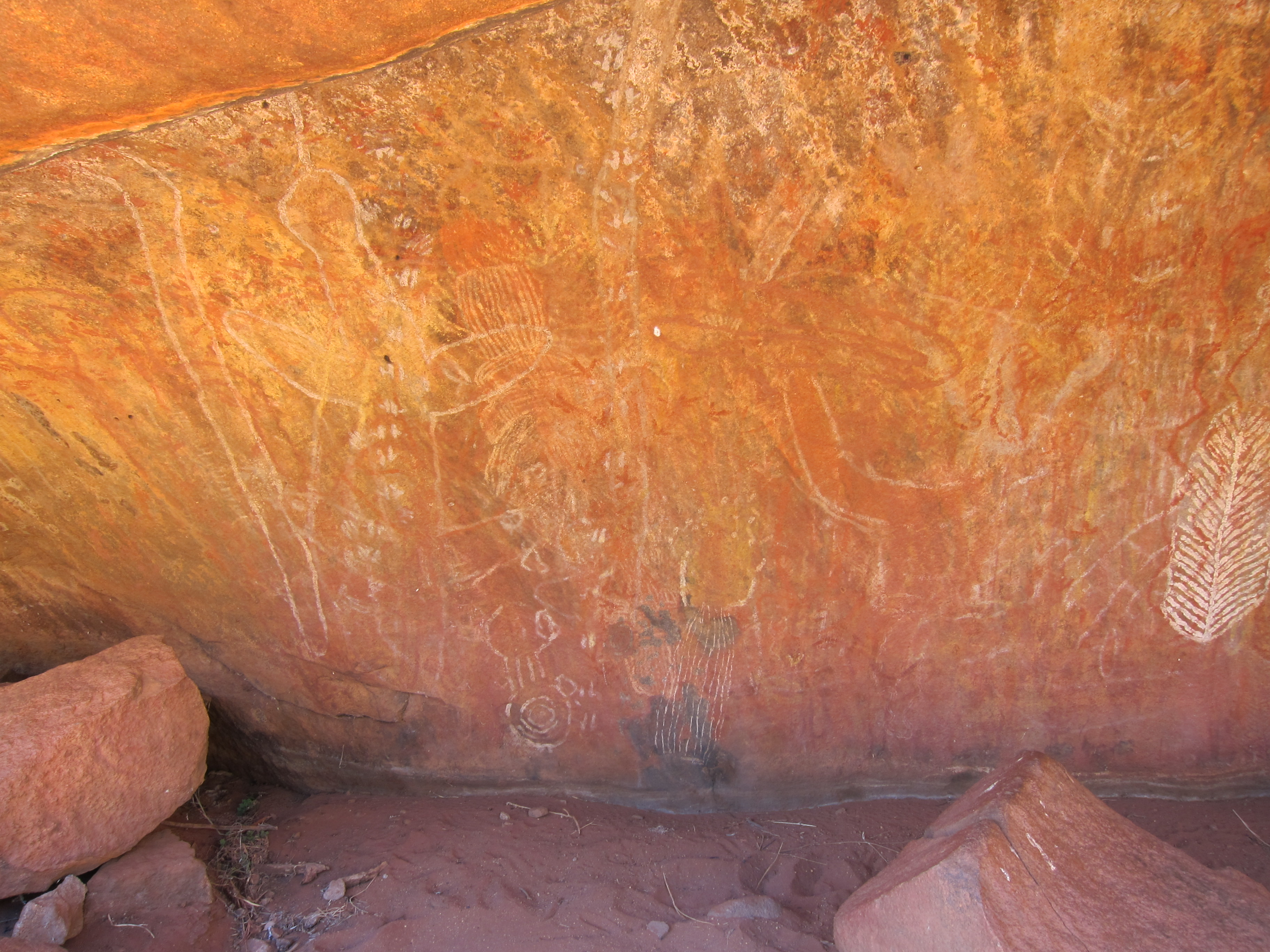

Рядом с Улуру расположен ещё один знаменитый комплекс — Ката-Тьюта — Ольга (Kata Tjuta, «Много голов»). Он состоит из нескольких темно-красных гор округлой формы, самая высокая из вершин достигает отметки 546 м.

## Туризм
В период с 1931 по 1946 годы вершину монолита покорили 22 человека. Массовое паломничество туристов началось в 1950 году, после завершения строительства магистрали через местность, в которой расположен Улуру. Уже к 1969 году число туристов со всего мира, ежегодно посещающих Улуру, возросло до 23 тысяч, а на сегодняшний день достигло полумиллиона. Уникальный горный исполин, состав которого — красный песчаник, имеет особые свойства, которые позволяют ему менять цвет в течение суток в зависимости от освещения. На рассвете чёрный силуэт горы светлеет, приобретая темно-лиловый оттенок. Когда солнце поднимается выше, Улуру вспыхивает пурпурно-красным цветом, затем озаряется розовым, а к полудню становится золотым. Весь день продолжается фантастическая игра цвета. К вечеру гора-«хамелеон» превращается в тёмный силуэт на фоне пустыни.
Неподалёку находится туристический поселок Улара (или Ayers Rock Resort). Он был построен сразу после того, как в регион пришли первые путешественники. Рядом расположен небольшой аэропорт, принимающий, в основном, туристов. За день прилетает 5-7 самолетов, перевозя ежегодно около 300 тысяч человек. В поселке проживает обслуживающий их персонал: около 900 жителей.
Взбираясь на вершину каменного исполина, туристы, которых анангу называют minga («чёрные муравьи»), не всегда ведут себя цивилизованно, загрязняя прилегающую к Айерс-Рок территорию. В 2019 году на вершину Улуру запрещены восхождения по соображениям безопасности, так как за историю туризма с 1950-х годов там погибли 37 человек в результате падений, солнечных ударов, большинство несчастных случаев произошло от сердечных приступов. В октябре 2019 года доступ туристов на гору был закрыт навсегда.
У подножия монолита и в пещерах есть образцы древней наскальной живописи. Рисунки не дают однозначного представления об истории возникновения Улуру, вынося на суд современников несколько версий. Множество легенд повествует о создании сказочной горы; по одной из них, её сотворили древние великаны. На скале изображены наиболее почитаемые божества аборигенов: Мала («Заячий кенгуру»), Куния («Женщина-питон») и Лиру («Коричневая змея»). У подножия скалы находится источник воды, куда на водопой приходят животные.
В 100 км к югу от Улуру расположен горный массив Масгрейв.